# Церковь Илии Пророка (Мамонтово)
Церковь Илии Пророка — приходской храм Балашихинской епархии Русской православной церкви в селе Мамонтово Богородского городского округа, Московской области построенный в 1820 году. Здание храма является объектом культурного наследия и находится под охраной государства. В настоящее время храм действует, ведутся богослужения.

## История строительства храма
В начале XVII века в Куньевской волости на погосте Муравьищи у реки Шерны расположилась церковь во имя пророка Илии. В 1734 году вместо сгоревшего храма было выдано разрешение на строительство деревянной церкви с тем же престолом.
Рядом с Ильинским погостом на Муравьищах образовалась деревня Мамонтово. Постепенно деревня слилась с погостом.
В 1820 году на пожертвования прихожан был построен каменный храм во имя пророка Илии. В нём были обустроены два придела во имя Покрова Пресвятой Богородицы и в честь святителя Николая. Здание и внутреннее убранство церкви с высоким иконостасом очень красивы и своеобразны. В 1908 году из плит белого мрамора в главном алтаре были сооружены престол и жертвенник, в память об усопших братьев Казанцевых, скорее всего жертвователи храма.
Церковь представляет собой архитектурный белокаменный ансамбль, сохраняющий черты позднего провинциального классицизма с элементами эклектики. Церковь состоит из высокого трехсветного храма, низкой трапезной и трехъярусной колокольни, которая обнесена оградой и поставлена во второй половине XIX века.
Четверик с сильно выдвинутыми алтарной апсидой и фасадами, перерезан на половине высоты ионическими портиками. Декорированный руст расположился на верхней части фасадов. Полукруглый фронтончик возвышается над средним пряслом. Храм пятиглавен: шаровидные главки установлены на цилиндрических барабанах, имитирующих световые. Центральная глава приподнята на высокой кровле, боковые отодвинуты к самым углам и поставлены на кубические основания. Пилястры декорируют фасады трапезной.
Колокольня также построена на ордерной системе и имеет мощное кубическое основание с невысокими портиками под нижним ярусом, над которыми сооружены полукруглые оконные проёмы. Открытые звоны имелись на верхнем ярусе. Завершение строения выполнено в виде полусферического купола с небольшим барабаном и плоской главкой.
При Ильинском храме имеются несколько часовен: в честь Преполовения Пятидесятницы в селе Мамонтово, великомученика Георгия в селе Тимково и часовня святых апостолов Петра и Павла в селе Следово.
С 1937 по 1940 годы Ильинский храм был закрыт. Те, кто особенно активно принимал участие в церковной жизни, были арестованы и приговорены к длительным срокам заключения в исправительно–трудовых лагерях, многие расстреляны. Богослужения возобновились в 1940-е годы.

## Современное состояние
В настоящее время при церкви действует детская Воскресная школа, есть библиотека. В храме имеются реликвии - иконы: Казанской иконы Божьей матери и пророка Божия Илии.
На берегу реки Шерны, напротив алтаря имеется святой источник, забивший, по преданию, там, где молился преподобный Сергий Радонежский, проходивший через эти места.
Ильинский храм является памятником архитектуры регионального значения на основании постановления Правительства Московской области «Об утверждении списка памятников истории и культуры» № 84/9 от 15.03.2002 года.